# 桜十字病院

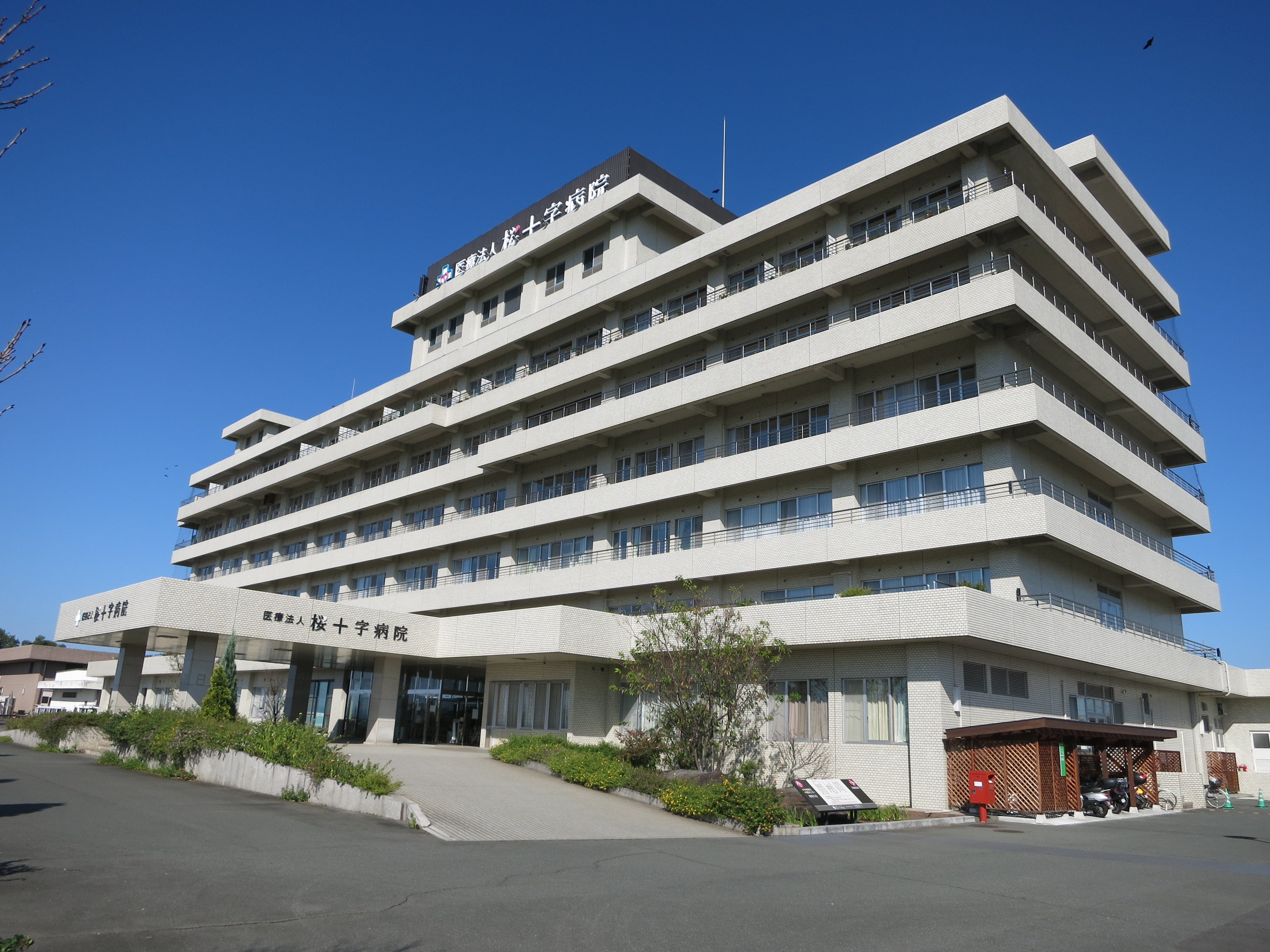
旧本館

桜十字病院（さくらじゅうじびょういん）は、熊本県熊本市南区にある民間運営病院。運営は、「医療法人桜十字」。11月下旬からクリスマスにかけて中庭がイルミネーションで彩られる。

## 診療科
- 内科
- 呼吸器内科
- 脳神経内科
- 脳神経外科
- 小児科
- リウマチ・膠原病内科
- リハビリテーション科

## 沿革
- 1971年12月 - 医療法人藤林会設立。
- 1972年5月1日 - 医療法人藤林会「熊本老愛病院」として開設。
- 1989年3月 - 法人名を「医療法人林田会」に変更。
- 1989年5月 - 名称を「熊本老愛病院」から「林ヶ原記念病院」に変更。
- 2005年- 「医療法人 桜十字」が「医療法人 林田会」から事業継承。病院名称も変更し、「桜十字病院」の運営を開始。
- 2008年- 新病棟『さくら館』完成。
- 2008年- 熊本市御幸笛田に高齢者専用賃貸住宅「ホスピタルメント桜十字」完成。
- 2009年- 「病院機能評価ver.5.0」の認定を受ける。
- 2009年- 桜十字病院敷地内に有料老人ホーム「ホスピタルメントさくら西館」完成。
- 2010年- 桜十字病院に緩和ケア病棟・亜急性期病棟開設。
- 2010年- 省エネLEDの取り組みが環境省主催「省エネ照明デザインモデル事業」に採択される。
- 2012年- 熊本市より「高齢者支援センターささえりあ桜木・秋津」を業務委託。
- 2013年 - 熊本市御幸笛田（ホスピタルメント桜十字の南側）に高齢者専用賃貸住宅「ホスピタルメントさくら東館」完成。
- 2015年- 桜十字病院が「病院機能評価3rdG:Ver.1.0」の認定を受ける。
- 2015年- 熊本市東区ショッピングモール内に、リハビリ特化型デイサービス「レッツリハ in the mall　サンピアン店」をオープン。
- 2017年- 熊本市南区に「Let's リハ！in the mall はません店」オープン。
- 2017年- 熊本県八代市に「Let'sリハ！in the mall ゆめタウン八代店」 オープン。
- 2017年- 熊本市南区に児童発達支援事業所「Let's リハ！ジュニア」　オープン。
- 2017年- 熊本市南区、桜十字病院内に「脳卒中リハビリセンター」を　開設。
- 2017年- 医療法人社団大浦会（熊本市東区）を事業継承。  医療法人熊本東桜十字として4つの施設を運営開始。桜十字熊本東病院、介護老人保健施設「レ・ハビリス桜十字 熊本東」、通所リハビリテーション「Let's リハ！PLUS 熊本東」、居宅介護支援事業所 桜十字熊本東
- 2017年- 熊本市中央区に「Let'sリハ！in the mall 大江店」オープン。
- 2018年- 熊本市南区に「Let'sリハ！近見」オープン。

## 医療機関の指定等
- 保険医療機関
- 労災保険指定医療機関
- 生活保護法指定医療機関

## 交通アクセス
- 熊本空港より車で約40分
- 熊本バス：桜町BT（2番のりば）より約25分「P2-2・P2-3系統　御幸木部行き」 桜十字病院前下車
- タクシー：JR熊本駅より約15分